# Neotridactylus obscurus
Neotridactylus obscurus är en insektsart som först beskrevs av Bruner, L. 1916.  Neotridactylus obscurus ingår i släktet Neotridactylus och familjen Tridactylidae. Inga underarter finns listade i Catalogue of Life.